# 大阪府道214号河内長野千早城跡線
大阪府道214号河内長野千早城跡線（おおさかふどう214ごう かわちながのちはやじょうあとせん）は、大阪府河内長野市から南河内郡千早赤阪村に至る一般府道である。

## 概要
河内長野市三日市町から南河内郡千早赤阪村大字千早に至る。
南海高野線 三日市町駅から河内長野市鳩原（国道310号と合流する地点）までの一部区間は1車線の幅員狭小となっていて、大型車両での通行は困難である。そのほかの区間は両側2車線の比較的広い道となっている。
なお、河内長野市小深（国道310号との重複が終わる地点）から南河内郡千早赤阪村大字千早（終点）までの区間は、四輪車は22:00から翌朝5:00までの間はタクシーを除き通行禁止となる。また、同区間は急カーブが連続することから自動二輪車および原動機付自転車は終日通行禁止となっている。
また、河内長野市に千早洞（千早隧道、旧道区間）があり、土木学会による日本の近代土木遺産でCランクに指定されている。

### 路線データ
- 起点：河内長野市三日市町（三日市駅筋交差点、国道371号交点）
- 終点：南河内郡千早赤阪村大字千早（大阪府道・奈良県道705号富田林五條線交点[2]）
- 総延長：7.3 km[3]

## 歴史
- 1959年（昭和34年）12月1日 - 道路法（昭和27年法律第180号）第7条の規定に基づき、一般府道の整理番号29の路線として大阪府が認定した[4]。

## 路線状況

### 重複区間
- 大阪府南河内広域農道（河内長野市鳩原）
- 国道310号（河内長野市鳩原 - 河内長野市小深）

### 道路施設

#### 橋梁
- 日之下橋（石見川、河内長野市）
- 鬼住橋（石見川、河内長野市）

この周辺にあたる神ガ丘地区は1889年（明治22年）4月1日の合併まで鬼住村であったため、それが由来となっている。付近では鬼を退治したという鬼伝説が語り継がれている。橋の詳しい開通年などは不明。2020年（令和2年）公開の映画『鬼ガール!!』の舞台ともなっている。

#### トンネル
- 千早洞（千早隧道）：延長88 m、幅2.4 m、1917年（大正6年）竣工、河内長野市 - 南河内郡千早赤阪村

大久保利武大阪府知事時代の1917年（大正6年）に竣工したトンネルで、大阪府では珍しい煉瓦造りの車道トンネルである。素掘トンネルで楯状迫石、胸壁の煉瓦のポータルという構造であり、日本の近代土木遺産でCランクに認定されている。現在は、新千早トンネルの開通に伴い千早洞を含む区間が旧道となり、トンネル内への立ち入りはできなくなっている。
- 新千早トンネル（新千早隧道）：延長268 m、幅6.5 m、1966年（昭和41年）竣工、河内長野市 - 南河内郡千早赤阪村

1972年（昭和47年）3月に、千早洞の代替トンネルとして開通した。施工は株式会社森組。

## 地理

### 通過する自治体
- 大阪府
  - 河内長野市 - 南河内郡千早赤阪村

### 交差する道路
| 交差する道路                                             | 市町村名   | 市町村名   | 交差する場所 | 交差する場所            |
| -------------------------------------------------------- | ---------- | ---------- | ------------ | ----------------------- |
| 国道371号                                                | 河内長野市 | 河内長野市 | 三日市町     | 三日市駅筋交差点 / 起点 |
| 大阪府道209号東阪三日市線                                | 河内長野市 | 河内長野市 | 三日市町     | 楠公通学橋東交差点      |
| 大阪府南河内広域農道 / 南河内グリーンロード 重複区間起点 | 河内長野市 | 河内長野市 | 鳩原         |                         |
| 大阪府南河内広域農道 / 南河内グリーンロード 重複区間終点 | 河内長野市 | 河内長野市 | 鳩原         |                         |
| 国道310号 重複区間起点                                   | 河内長野市 | 河内長野市 | 鳩原         |                         |
| 国道310号 重複区間終点                                   | 河内長野市 | 河内長野市 | 小深         |                         |
| 大阪府道・奈良県道705号富田林五條線                      | 南河内郡   | 千早赤阪村 | 大字千早     | 終点                    |

### 交差する鉄道
- 南海高野線

### 沿線
- フォレスト三日市
- 南海高野線 三日市町駅
- 延命寺